# 房総横断道路
房総横断道路（ぼうそうおうだんどうろ）は1988年（昭和63年）度に制定された千葉県道路愛称名。
木更津市長須賀から長生郡一宮町東浪見までの道路を指す。国道409号と国道128号にあたる。近年では圏央道が並走すると決まったことで、幹線道路としての位置付けが向上したものと思われる。

## 呼称される道路
- 国道409号（木更津市・16号長須賀交差点～茂原市・茂原交差点[注釈 1]）
- 千葉県道27号茂原大多喜線（茂原市・茂原交差点～茂原市・茂原市茂原交差点）
- 国道128号（茂原市・茂原市茂原交差点[注釈 1]～一宮町・東浪見交差点[注釈 2]）

## 通過する市町村
- 千葉県
  - 木更津市 - 袖ケ浦市 - 市原市 - 長生郡長柄町 - 長生郡長南町 -  茂原市 - 長生郡長生村 - 長生郡一宮町